# Palais Centini Toni

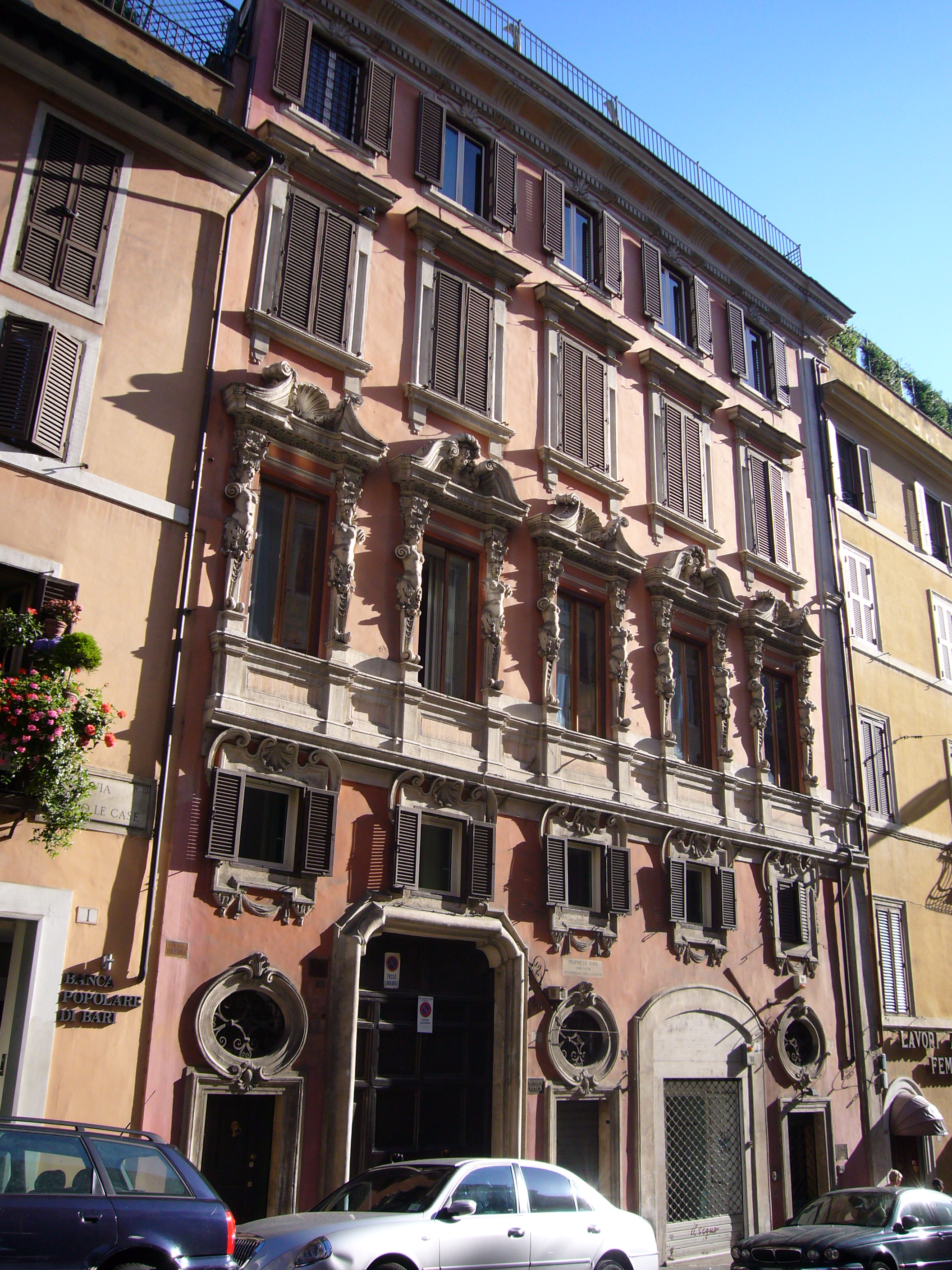
Façade du palais.

Le Palais Centini Toni est un petit palais situé Via Capo le Case (nº 3), dans le rione Colonna de Rome. 

## Histoire
À l'origine propriété de l'architecte Tommaso Mattei, le bâtiment a été acquis par le cardinal Felice Centini, qui a ordonné une modification à Giuseppe Francesco Rosa entre 1722 et 1742 . En 1798, le palais fut vendu à la famille Toni, qui le restaura en 1886, comme l'indique une plaque apposée sur le côté du portail d'entrée. À cette époque, le peintre Massimo D'Azeglio installe son atelier dans l'un des appartements du palais  . 

## Description
Le palais a trois étages avec cinq fenêtres à chaque étage et une mezzanine au-dessus du rez-de-chaussée qui ouvre un élégant portail flanqué d'une porte de garage et de trois petites portes avec trois fenêtres ovales encadrées et décorées.  Toutes les fenêtres sont décorées en stuc ; à l'étage noble, des copies de cariatides supportant des tympans cassés avec des volutes, des coquilles et des têtes de femmes au centre .